# Sedum greggii
Sedum greggii är en fetbladsväxtart som beskrevs av William Botting Hemsley. Sedum greggii ingår i Fetknoppssläktet som ingår i familjen fetbladsväxter. Inga underarter finns listade i Catalogue of Life.